# Maurice Koechlin
Pour les articles homonymes, voir Koechlin et Famille Koechlin.
Maurice Koechlin (prononcé ke'klɛ̃), né le 8 mars 1856 à Buhl (Haut-Rhin) et mort le 14 janvier 1946 à Veytaux (Suisse), est un ingénieur franco-suisse concepteur de la structure de la tour Eiffel.

## Biographie
Maurice Koechlin est né le 8 mars 1856 à Buhl, il est le fils de Jean-Frédéric Koechlin (1826-1914), manufacturier à Buhl et d'Anne Marie Élisabeth « Anaïs » Beuck, et le frère de l'ingénieur René Koechlin. Il est aussi le petit-neveu d'André Koechlin, maire de Mulhouse de 1830 à 1843.
Il fait ses études au lycée de Mulhouse, puis au Polytechnikum de Zurich, où il est l'élève de Karl Culmann, fondateur de la statique graphique.
Ses études achevées, il entre comme ingénieur à la Compagnie des chemins de fer de l'Est. Le 1er novembre 1879, il est embauché comme chef du bureau d'études de l'entreprise de constructions métalliques et de travaux publics Eiffel, fondée par Gustave Eiffel,.
Il est également diplômé de l'École centrale Paris, promotion 1886.
Il épouse Emma Rossier à Vevey (Suisse) le 27 février 1886. Ils ont six enfants.

## Réalisations

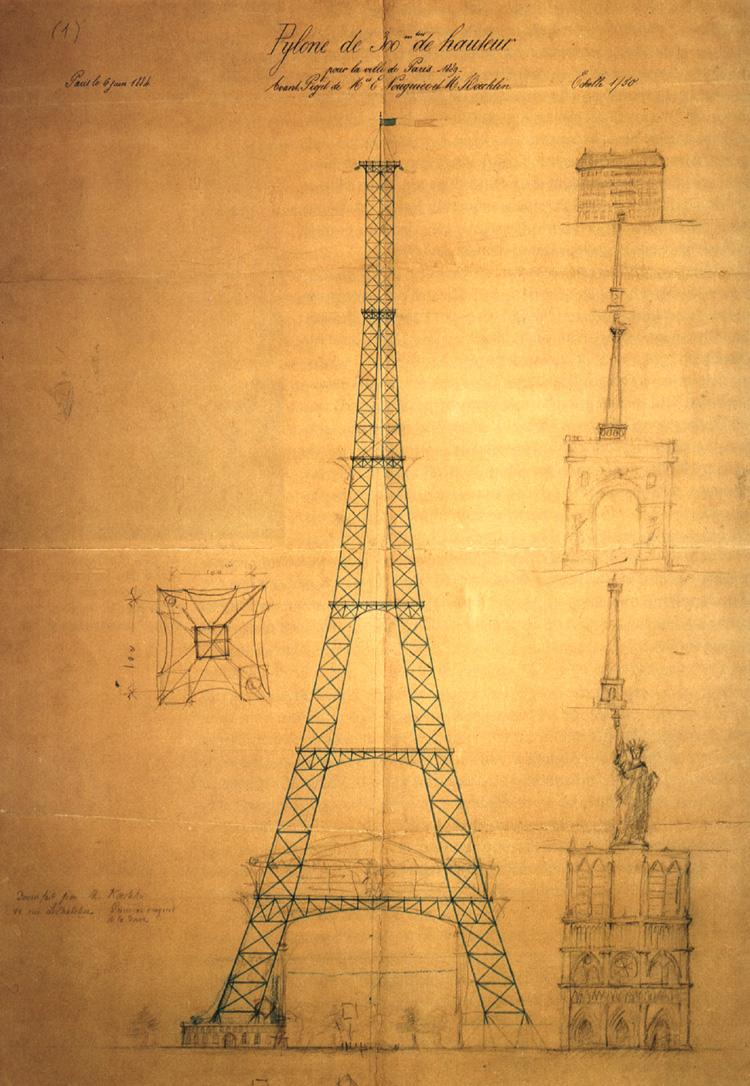
Croquis du concept de pylône en métal (1884).

Il participe au projet et à la construction du viaduc de Garabit (1880-1884).
Il dessine l'ossature métallique de la statue de la Liberté conçue par Auguste Bartholdi.
C'est à Maurice Koechlin que l'on doit l'idée de la construction d'une tour en métal à Paris, à l'occasion de l'Exposition internationale, idée qu'il suggère à Gustave Eiffel dès le mois de juin 1884. Il est secondé par l'ingénieur Émile Nouguier dans la conception de ce projet. Dans un premier temps Eiffel ne s'intéresse pas à ce projet. Le dessin définitif de la tour est dû à l'architecte de l’entreprise, Stephen Sauvestre. Le brevet d'invention est donc déposé en septembre 1884. Il est alors acheté par Gustave Eiffel, qui s’engage dans le contrat à « toujours citer le nom du concepteur et de son associé Nouguier lors de l’inauguration officielle », ce qui ne fut pas respecté.
Maurice Koechlin termine les travaux en mars 1889, après le départ d'Eiffel, puis en 1893 il prend la direction de la Société de construction de Levallois-Perret, successeur des établissements Eiffel, à la retraite de son patron,.
En 1889, il conçoit un projet pour un chemin de fer de la Jungfrau, qui n'est pas réalisé.
De 1912 à 1916, il dirige la construction du pont métallique de la Mulatière destiné à la liaison ferroviaire Lyon-Saint-Étienne.

## Distinction
- Officier de la Légion d'honneur[réf. nécessaire]

## Publications
- 1886 : La Ligne élastique et son application à la poutre continue traitée par la statique graphique, par W. Ritter, traduction par Maurice Koechlin, Paris, Baudry.
- 1889 : Applications de la statique graphique, en deux volumes, texte de 516 pages, et atlas de 39 planches doubles, chez Baudry, parution l'année de l'inauguration de la tour Eiffel.
- 1898 : Applications de la statique graphique, seconde édition, revue et corrigée, chez Baudry, 626 pages, atlas de planches doubles.
- 1905 : Recueil de types de ponts pour routes, Paris, Librairie Polytechnique Ch. Beranger.
- 1924-1926 : Mécanisme de l'eau et principes généraux pour l'établissement d'usines hydro-électriques, avec René Koechlin, Paris, Ch. Béranger.